# Даровка (Черкасская область)
Даровка (укр. Дарівка) — село в Каневском районе Черкасской области Украины.
Население по переписи 2001 года составляло 179 человек. Занимает площадь 0,679 км². Почтовый индекс — 19041. Телефонный код — 4736.

## Местный совет
19041, Черкасская обл., Каневский р-н, с. Мартыновка